# Kościół Trójcy Świętej w Starym Grodkowie
Kościół Trójcy Świętej – rzymskokatolicki kościół parafialny w miejscowości Stary Grodków (powiat nyski, województwo opolskie). Świątynia należy do parafii Trójcy Świętej w Starym Grodkowie w dekanacie Grodków, diecezji opolskiej. Dnia 17 lutego 1966 i 19 kwietnia 1972 roku pod numerem 1156/66 kościół został wpisany do rejestru zabytków nieruchomych województwa opolskiego.

## Architektura i historia kościoła
Kościół w Starym Grodkowie został wybudowany w 1271 roku. W 1910 roku został przebudowany. Na uwagę zasługuje usytuowany w ścianie południowej, pochodzący z końca XIII wieku wczesnogotycki portal. Wewnątrz świątyni znajdują się rzadko spotykane stacje drogi krzyżowej namalowane na marmurowych płytach. 
Cennym zabytkiem znajdującym się w kościele jest rzeźba Madonny z Dzieciątkiem, zwana też "Madonną ze Starego Grodkowa". Jest to późnogotycka, pochodząca z 1519 roku figura, ukazująca Najświętszą Marię Pannę jako królową w złotej koronie i długim płaszczu, stojącą na sierpie księżyca. W prawej ręce trzyma berło. Na lewym ramieniu trzyma wysoko uniesionego małego, nagiego ze skrzyżowanymi nóżkami Chrystusa, trzymającego w lewej dłoni jabłko królewskie w formie złocistej kuli z krzyżem na wierzchu. Madonna ujęta jest frontalnie w pozycji stojącej. W 2005 roku figura przeszła gruntowną renowację.

## Organy
Organy zostały wybudowane przez Paula Berschdorfa ok. 1920 roku. Prawdopodobnie nigdy nie były przeprowadzone szeroko zakrojone prace remontowe. Instrument wyróżnia się charakterystycznym i mocnym brzmieniem, typowym dla instrumentów tego budowniczego.
Dyspozycja instrumentu:
| Manuał I              | Manuał II             | Pedał           |
| --------------------- | --------------------- | --------------- |
| 1. Mixtur 3 u. 4 fach | 1. Geigenprincipal 8’ | 1. Violon 16’   |
| 2. Octave 4’          | 2. Gedeckt 8’         | 2. Subbass 16’  |
| 3. Gemshorn 8’        | 3. Portunal 8’        | 3. Flautbass 8' |
| 4. Gamba 8’           | 4. Salicet 8’         |                 |
| 5. Hohlflöte 8’       | 5. Flauttraverso 4’   |                 |
| 6. Principal 8’       |                       |                 |
| 7. Bordun 16’         |                       |                 |